# بازگشت سرمایه در بازاریابی
بازگشت سرمایه در بازاریابی (ROMI) (به انگلیسی: Return on marketing investment) یا بازده سرمایه گذاری بازاریابی (MROI)، سهمی در سود قابل انتساب به بازاریابی (خالص هزینه‌های بازاریابی) است که بر بازاریابی «سرمایه‌گذاری» یا ریسک شده تقسیم می‌شود. ROMI مانند دیگر معیارهای «بازده سرمایه‌گذاری» (ROI) نیست زیرا بازاریابی همان نوع سرمایه‌گذاری نیست. به‌جای پولی که در کارخانه‌ها و موجودی‌ها (اغلب مخارج سرمایه‌ای یا CAPEX در نظر گرفته می‌شود)، سرمایه‌های بازاریابی معمولاً «ریسک» می‌شوند. مخارج بازاریابی معمولاً در دوره جاری هزینه می‌شود (هزینه عملیاتی یا OPEX).
ایده اندازه‌گیری واکنش بازار از نظر فروش و سود جدید نیست، اما اصطلاحاتی مانند ROI بازاریابی و ROMI در حال حاضر بیشتر از دوره‌های گذشته استفاده می‌شود. معمولاً اگر ROMI مثبت باشد، هزینه‌های بازاریابی موجه تلقی می‌شود. در یک نظرسنجی از نزدیک به ۲۰۰ مدیر ارشد بازاریابی، تقریباً نیمی از آنها پاسخ دادند که معیار ROMI را بسیار مفید می‌دانستند.
هدف ROMI اندازه‌گیری میزان کمک هزینه‌های بازاریابی به سود است. بازاریابان برای «نشان دادن بازگشت» به فعالیت‌های خود، تحت فشار بیشتری قرار دارند.

## تاریخچه
مفهوم ROMI برای اولین بار در دهه ۱۹۹۰ مطرح شد. عبارت «بازده سرمایه گذاری بازاریابی» در دهه بعد و پس از انتشار دو کتاب بازگشت سرمایه‌گذاری در بازاریابی توسط گای پاول (۲۰۰۲)و بازگشت سرمایه بازاریابی توسط جیمز لنسکلد (۲۰۰۳) گسترده‌تر شد. رکس بریگز در کتاب «چه می‌چسبد: چرا تبلیغات شکست می‌خورد و چگونه می‌توان موفقیت شما را تضمین کرد»، اصطلاح «ROMO» را برای هدف بازاریابی پیشنهاد کرد، تا این ایده را منعکس کند که کمپین‌های بازاریابی ممکن است طیف وسیعی از اهداف داشته باشند، جایی که بازدهی آن فروش یا سود فوری نیست. به عنوان مثال، یک کمپین بازاریابی ممکن است با هدف تغییر ادراک از یک برند باشد.

## ساختار
بازده سرمایه گذاری بازاریابی (ROMI) =
[درآمد افزایشی قابل انتساب به بازاریابی ($) * حاشیه مشارکت (%) - هزینه بازاریابی ($)] /
هزینه‌های بازاریابی ($)
یک مرحله ضروری در محاسبه ROMI، اندازه‌گیری و برآورد نهایی فروش افزایشی منتسب به بازاریابی است. این فروش افزایشی می‌تواند فروش «کل» باشد که به بازاریابی یا «حاشیه» نسبت داده می‌شود

## روش‌شناسی
دو شکل از معیار بازده سرمایه گذاری بازاریابی (ROMI) وجود دارد.

### کوتاه مدت
اولین، ROMI کوتاه مدت، همچنین به عنوان یک شاخص ساده برای اندازه‌گیری دلارهای درآمد (یا سهم بازار، حاشیه سهم یا سایر خروجی‌های مورد نظر) برای هر دلار صرف بازاریابی استفاده می‌شود.
به عنوان مثال، اگر یک شرکت ۱۰۰۰۰۰ دلار را برای یک پست مستقیم هزینه کند و ۵۰۰۰۰۰ دلار درآمد افزایشی ارائه کند، فاکتور ROMI 5.0 است. اگر حاشیه مشارکت افزایشی برای آن ۵۰۰٬۰۰۰ دلار درآمد ۶۰٪ باشد، حاشیه ROMI (حاشیه افزایشی برای ۱۰۰٬۰۰۰ دلار هزینه بازاریابی) ۳۰۰٬۰۰۰ دلار (= ۵۰۰٬۰۰۰ دلار در ۶۰٪) است. از این مبلغ ۱۰۰۰۰۰ دلاری که برای تبلیغات پستی مستقیم خرج می‌شود کم می‌شود و مابه التفاوت بر همان ۱۰۰۰۰۰ دلار تقسیم می‌شود. هر دلاری که برای تبلیغات پستی مستقیم خرج می‌شود، به ۲ دلار اضافی در سود شرکت تبدیل می‌شود.
ارزش ROMI اول در سادگی آن است. در بیشتر موارد، یک تعیین ساده درآمد به ازای هر دلار صرف شده برای هر فعالیت بازاریابی می‌تواند برای کمک به تصمیم‌گیری‌های مهم برای بهبود کل آمیخته بازاریابی کافی باشد.
رایج‌ترین رویکرد کوتاه‌مدت برای اندازه‌گیری ROMI، استفاده از تکنیک‌های مدل‌سازی ترکیبی بازاریابی برای تفکیک اثرات افزایشی فروش سرمایه‌گذاری بازاریابی است.

### بلند مدت
به روشی مشابه مفهوم دوم ROMI, ROMI بلند مدت می‌تواند برای تعیین سایر جنبه‌های کمتر ملموس اثربخشی بازاریابی استفاده شود. به عنوان مثال، ROMI می‌تواند برای تعیین ارزش افزایشی بازاریابی به دلیل افزایش آگاهی از برند، توجه یا قصد خرید استفاده شود. به این ترتیب هم ارزش بلندمدت فعالیت‌های بازاریابی (آگاهی فزاینده برند و غیره) و هم درآمد و سود کوتاه مدت را می‌توان تعیین کرد. این یک معیار پیچیده است که بازاریابی و تجزیه و تحلیل تجاری را متعادل می‌کند و به‌طور فزاینده ای توسط بسیاری از سازمان‌های پیشرو جهان (هیولت پاکارد و پراکتر اند گمبل برای نام بردن از دو) برای اندازه‌گیری منافع اقتصادی (یعنی حاصل از جریان نقدی) ایجاد شده توسط سرمایه گذاری‌های بازاریابی استفاده می‌شود. برای بسیاری از سازمان‌های دیگر، این روش راهی برای اولویت بندی سرمایه گذاری‌ها و تخصیص بازاریابی و سایر منابع به صورت رسمی ارائه می‌دهد.
مدل‌های ROMI بلندمدت اغلب از مدل‌های ارزش طول عمر مشتری استفاده می‌کنند تا ارزش بلندمدت جذب تدریجی مشتری یا کاهش نرخ ریزش را نشان دهند. برخی از رویکردهای پیچیده‌تر مدل‌سازی ترکیبی بازاریابی شامل ROMI بلندمدت چند ساله با گنجاندن تجزیه و تحلیل نوع CLV است. CLV به عنوان ورودی برای محاسبات ROMI در برخی از کارهای دانشگاهی استفاده شده است.
مدل‌های بلندمدت ROMI گاهی از تکنیک‌های ارزش‌گذاری برند برای اندازه‌گیری اینکه چگونه ساخت یک نام تجاری با هزینه‌های بازاریابی می‌تواند ارزش ترازنامه‌ای برای برندها ایجاد کند (یا حداقل برای برندهایی که معامله شده‌اند، و بنابراین طبق قوانین حسابداری می‌توانند ارزش ترازنامه داشته باشند) استفاده می‌کنند. استاندارد ISO 10668 فرایند مناسب ارزش گذاری برندها را تعیین می‌کند و شش الزام کلیدی، شفافیت، اعتبار، قابلیت اطمینان، کفایت، عینیت و پارامترهای مالی، رفتاری و قانونی را تعیین می‌کند. ارزش گذاری برند با قرار دادن ارزش پولی روی یک برند از ارزش ویژه برند متمایز می‌شود و از این طریق می‌توان ROMI را محاسبه کرد.
توجه: طبق MMAP (پروتکل حسابرسی متریک بازاریابی) هیچ روش بازده سرمایه گذاری بازاریابی به‌طور مستقل توسط هیئت استانداردهای پاسخگویی بازاریابی (MASB) حسابرسی نشده است.

## هشدارها
معیارهای مستقیم نوع کوتاه‌مدت ROMI اغلب مورد انتقاد قرار می‌گیرند، زیرا تنها تأثیر مستقیم فعالیت‌های بازاریابی را بدون در نظر گرفتن ارزش بلندمدت ایجاد برند هر گونه ارتباط وارد شده در بازار، شامل می‌شود.
ROMI کوتاه مدت به بهترین وجه به عنوان ابزاری برای تعیین اثربخشی بازاریابی برای کمک به هدایت سرمایه‌گذاری‌ها از فعالیت‌های کم‌مولد به سمت فعالیت‌هایی که بهره‌ورتر هستند، استفاده می‌شود. این ابزار ساده ای برای سنجش موفقیت فعالیت‌های بازاریابی قابل اندازه‌گیری در برابر اهداف مختلف بازاریابی (به عنوان مثال، درآمد افزایشی، آگاهی از برند یا ارزش ویژه برند) است. با این دانش، سرمایه‌گذاری‌های بازاریابی را می‌توان به دور از فعالیت‌های ضعیف به رسانه‌های بازاریابی با عملکرد بهتر هدایت کرد.
ROMI بلندمدت اغلب به‌عنوان «سیلو در حال ساخت» مورد انتقاد قرار می‌گیرد - به شدت مبتنی بر داده‌ها است و چالشی را برای شرکت‌هایی ایجاد می‌کند که به تحلیل‌های تجاری عادت ندارند وارد تجزیه و تحلیل‌های بازاریابی شوند که معمولاً تصمیم‌های تخصیص منابع را تعیین می‌کنند. با این حال، ROMI بلندمدت یک معیار پیچیده است که توسط تعدادی از شرکت‌هایی که علاقه‌مند به رسیدن به چالش‌های ارزش برای پول هستند که اغلب توسط مدیران برندهای رقیب ایجاد می‌شوند، استفاده می‌شود.
با این حال، اغلب مشخص نیست که منظور از "نشان دادن بازده" در سرمایه‌گذاری بازاریابی چیست. "مسلماً، مخارج بازاریابی یک "سرمایه‌گذاری" به معنای معمول کلمه نیست. معمولاً هیچ دارایی ملموسی وجود ندارد و اغلب حتی یک نتیجه قابل پیش بینی (قابل اندازه‌گیری) برای نشان دادن هزینه‌ها وجود ندارد، اما بازاریابان همچنان می‌خواهند تأکید کنند که فعالیت‌های آنها به سلامت مالی کمک می‌کند؛ بنابراین برخی ممکن است استدلال کنند که بازاریابی باید یک هزینه در نظر گرفته شود و تمرکز بازار باید روی این باشد که آیا این هزینه‌ها آخرین فعالیت‌های آنها است یا خیر. "سرمایه‌گذاری" در آینده کسب و کار

## ROMI در دیجیتال
دشواری اندازه‌گیری ROMI در رسانه‌ها متفاوت است. نتایج یک نظرسنجی اخیر در آمریکای شمالی نشان می‌دهد که ROI مرتبط با رسانه‌های سنتی و یک طرفه (مانند تلویزیون و رادیو) نسبت به رسانه‌های دیجیتال تعاملی مبتنی بر وب مانند بازاریابی ایمیلی مبتنی بر مجوز یا بازاریابی رسانه‌های اجتماعی دشوارتر است.[۸]
با افزایش دیجیتال مارکتینگ، این فرصت برای بازاریابان یا حتی صاحبان مشاغل فراهم می‌شود تا حتی قبل از شروع سرمایه‌گذاری، محاسبات تقریبی را در مورد میزان بازگشت سرمایه تقریبی برای کمپین‌هایشان انجام دهند.
بر اساس تحقیقات آماری، و همه چیز برابر است، صاحب کسب و کار می‌تواند بازده بازاریابی دیجیتال فعلی خود را از طریق وب سایت و نرم‌افزار تجزیه و تحلیل وب خود محاسبه کند تا موارد زیر را درک کند:
ترافیک فعلی
نرخ تبدیل و
فروش متوسط.
با اضافه کردن اطلاعات در دسترس در مورد ترافیک بالقوه از ابزار کلمات کلیدی گوگل، و هزینه‌های بررسی شده برای به دست آوردن آن ترافیک، صاحب کسب و کار یا بازاریاب می‌توانند بالقوه بازگشت سرمایه را در صورت کسب آن ترافیک تخمین بزنند و حتی آن را با روش‌های دیگر بازاریابی اندازه‌گیری کنند.